# Kolonizacja kosmosu

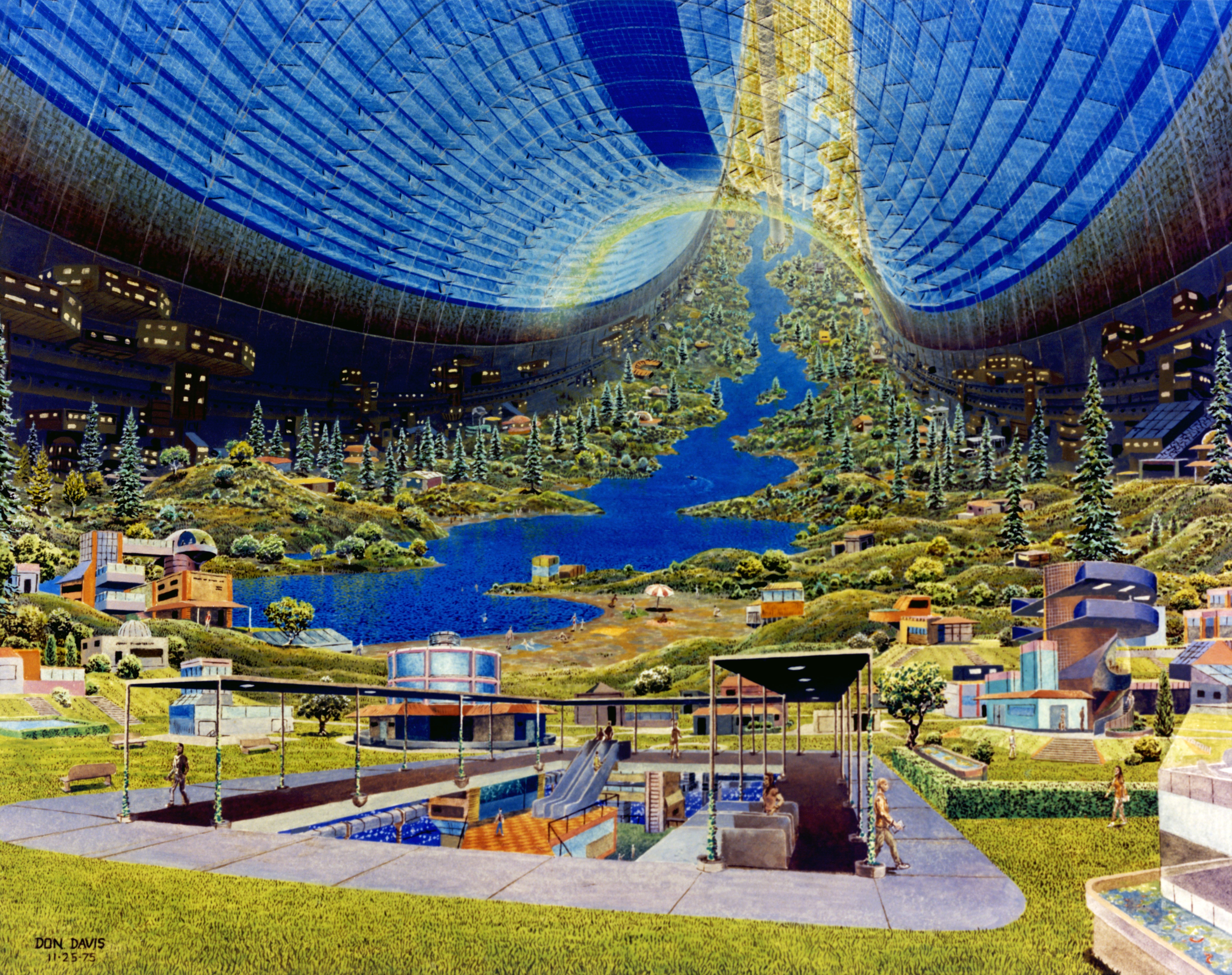
Artystyczna wizja ludzkiej kolonii, tzw. torusa Stanforda

Kolonizacja kosmosu – zaludnianie przestrzeni kosmicznej, pojęcie dotyczące umożliwienia ludziom samodzielnej egzystencji poza Ziemią. Jest jednym z głównych tematów współczesnej literatury fantastycznonaukowej.
W chwili obecnej Międzynarodowa Stacja Kosmiczna zapewnia stałą, lecz nie w pełni autonomiczną możliwość utrzymywania życia w kosmosie. Obóz księżycowy projektowany przez NASA zapewniający ciągłe podtrzymywanie ludzkiego życia jest w fazie projektowania. NASA zajmuje się szeroką gamą technologii mających zapewnić przetrwanie w nieprzyjaznym środowisku kosmosu.

## Kolonizacja
Budowanie kolonii kosmicznych wymaga zapewnienia dostępu do wody, pokarmu, powierzchni życiowej, materiałów budowlanych, energii, transportu, komunikacji, systemów podtrzymywania życia, grawitacji oraz ochrony przed promieniowaniem. Aby zapewnić ciągłe, autonomiczne trwanie kolonii wszystkie z powyższych warunków muszą zostać spełnione.

### Materiały
Kolonie na Księżycu bądź Marsie mogą używać materiałów dostępnych lokalnie. Wysyłanie materiałów z powierzchni Ziemi jest bardzo drogie, więc zakłada się, że surowce budulcowe będą czerpane z miejsc zakładania kolonii.

### Energia

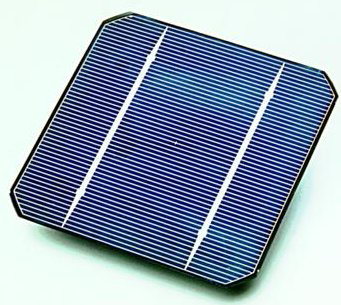
Takimi oto ogniwami słonecznymi mogłyby być pokryte kolonie

Energia słoneczna na orbicie jest łatwo dostępna, jest jej dużo i już w chwili obecnej jest używana przez satelity. W przestrzeni kosmicznej nie występuje zjawisko nocy, nie ma chmur ani atmosfery, która blokowałaby dostęp do światła.
Światło słoneczne może zostać też specjalnie odbite, dostarczając energii roślinom, zapewniając przebieg fotosyntezy. Przeprowadzono badania dowodzące, że rośliny mają niewielką wrażliwość na próżnię.

### Komunikacja
W porównaniu do innych wymagań postawionych koloniom, zapewnienie komunikacji jest stosunkowo łatwe dla kolonii orbitalnych oraz księżycowych. Duża część informacji przekazywanych na Ziemię jest już obecnie kierowana przez satelity znajdujące się na orbicie. Sprawa wygląda inaczej dla kolonii znajdujących się w większej odległości od Ziemi. Opóźnienie sygnału z Marsa spowodowane ograniczoną prędkością światła w próżni wynosi od 7 do 44 minut, co sprawia, że komunikacja w czasie rzeczywistym jest niemożliwa. W warunkach takiego opóźnienia stosuje się inne środki przekazu jak np. wysyłanie e-maili czy nagrywanie wiadomości głosowych.

### Podtrzymywanie życia
Ludzie potrzebują do życia powietrza, wody, jedzenia, grawitacji i wąskiego zakresu temperatur. Ziemski ekosystem zapewnia wszystkie te warunki. W koloniach kosmicznych stosunkowo małe, zamknięte systemy muszą dostarczać wszystkie z tych rzeczy bez przerwy.
Na Ziemi stosuje się już podobne systemy na atomowych okrętach podwodnych. Łodzie te używają mechanicznych systemów podtrzymywania życia, które zapewniają ludziom dobre warunki życia bez konieczności wynurzania przez okres kilku miesięcy. Te same technologie mogą zostać zastosowane do zapewnienia przyjaznego środowiska w kosmosie.
Projekt Biosfera 2 w Arizonie pokazał, że specjalna, mała, zamknięta, wykonana przez człowieka biosfera może podtrzymać życie 8 osób przez okres przynajmniej roku.
W przypadku osiedlania się na obiektach gruntowych np. planety czy księżyce, niektórzy pisarze fantastycznonaukowi proponują tzw. terraformowanie. Polega ono na interwencji w planetę tak, by upodobnić ją do Ziemi. W takim przypadku można by wychodzić na zewnątrz budynków bez kombinezonów. W przypadku braku możliwości dokładnego upodobnienia planety pisarze fantastycznonaukowi proponują zmianę organizmu ludzkiego za pomocą metod inżynierii genetycznej lub techniki (cyborg).

### Ochrona przed promieniowaniem
Promieniowanie kosmiczne i rozbłyski tworzą śmiertelne niebezpieczeństwo dla ludzi. W celu ochrony życia, kolonia musi być czymś otoczona, by wchłonąć promieniowanie. To, czym ją otoczymy jest ciągle zagadką dla uczonych.

## Kandydaci do kolonizacji
Oto lista kandydatów, na których można by utworzyć kolonie.

### Planety

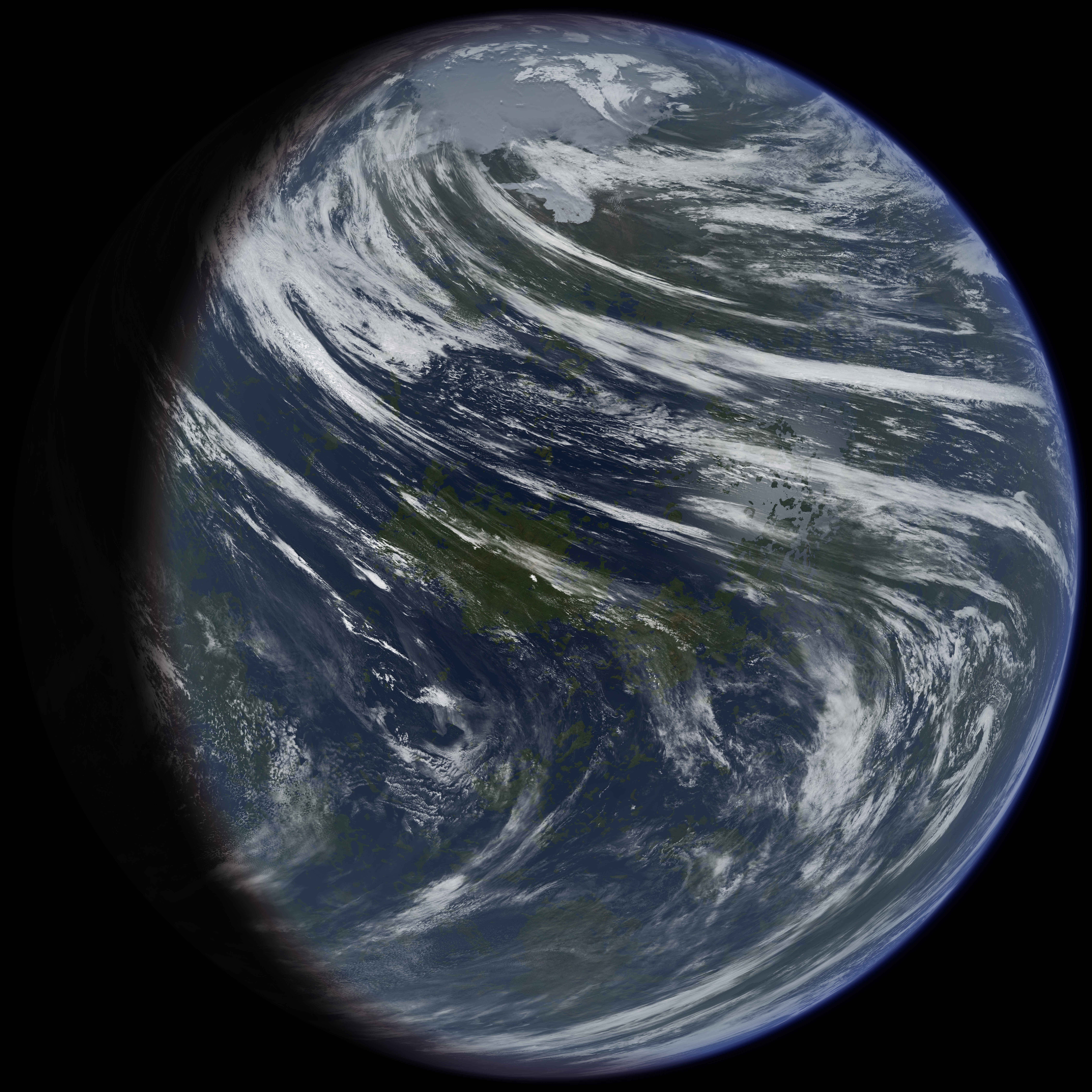
Artystyczna wizja sterraformowanej planety Wenus

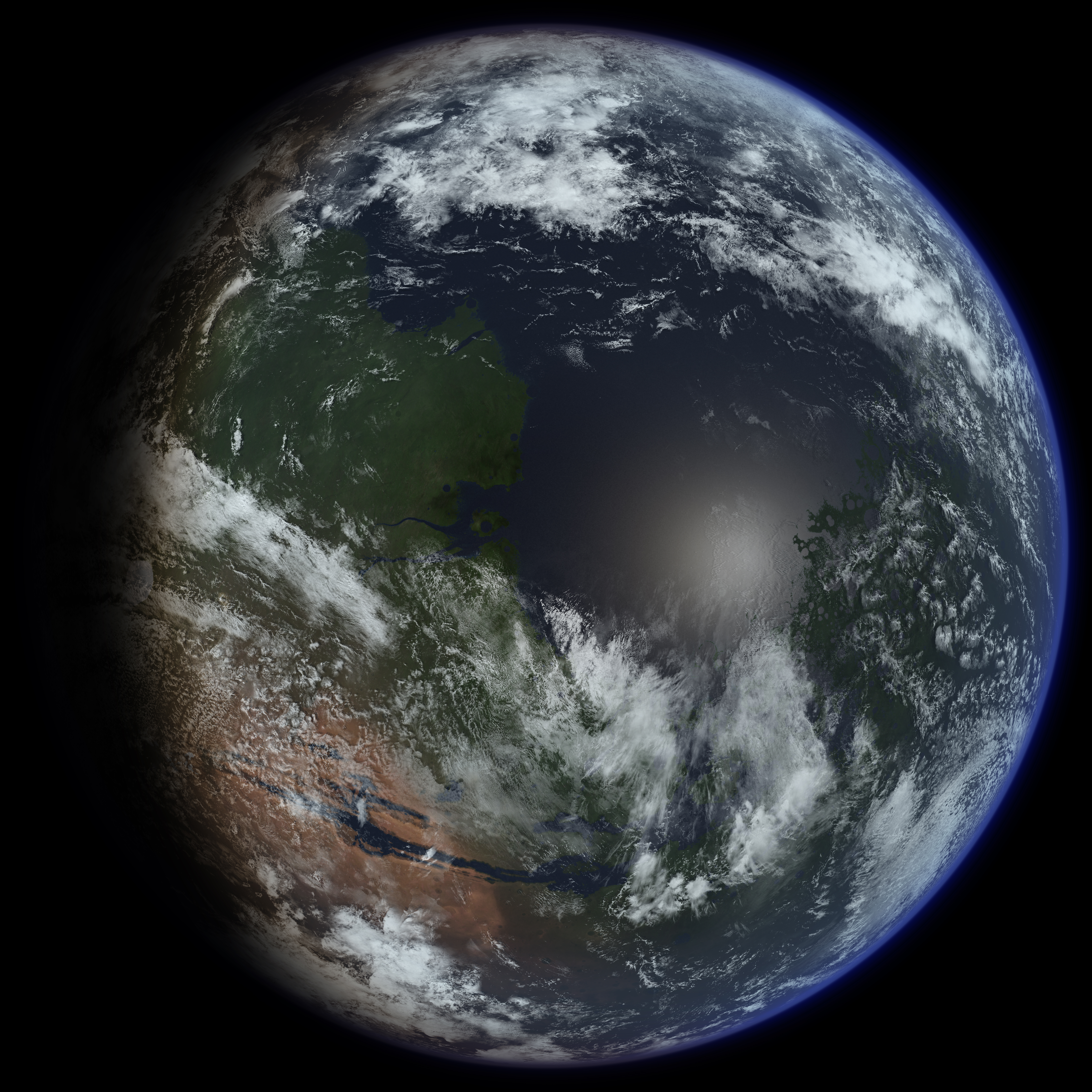
Artystyczna wizja sterraformowanego Marsa

#### Merkury
Merkury to jedna z najbardziej nieprzyjaznych nam planet w naszym układzie słonecznym. Wysokie temperatury wywołane bliskością Słońca prawdopodobnie uniemożliwiają tam powstanie życia.

#### Wenus
Kolejne niezbyt przyjazne dla ludzi środowisko. Bardzo gęsta atmosfera zawiera dwutlenek węgla i kwas siarkowy. Jednak Wenus jest najbardziej podobna wielkością do Ziemi.

#### Mars
Mars jest dość niewielką planetą, jednak posiada na biegunach ogromne czapy lodu. Wystarczy tylko ocieplić atmosferę, aby pojawiły się oceany. Problemem może być jeszcze bardzo niskie ciśnienie atmosferyczne oraz niska grawitacja. Nie ma tam tlenu, zatem trzeba będzie stale, aż do ewentualnego terraformowania, tłoczyć powietrze do zamkniętych pomieszczeń. Mars nie ma też pola magnetycznego, więc można natknąć się na silne promieniowanie. Obecnie już organizacje kosmiczne planują pierwszy lot na tę planetę. Jednym z takich projektów jest Mars-500 czy Mars One.

#### Gazowe olbrzymy
Gazowe olbrzymy (Jowisz, Saturn, Uran, Neptun) nie mają stałego podłoża, lecz pojawił się pomysł zbudowania pływającego miasta, które dosłownie „pływałoby” po powierzchni atmosfery tych planet. Najprawdopodobniej byłyby unoszone przez wyjątkowo lekki gaz. Tego typu kolonie po raz pierwszy pojawiły się w filmach i literaturze fantastycznonaukowej. Przykłady:
- „Miasto w chmurach” na planecie Bespin w Gwiezdnych Wojnach,
- Stratos na planecie Ardana w serialu Star Trek (odc. „The Cloud Minders”),
- powieść Charlesa Strossa pt. „Saturn’s Children” rozpoczyna się na takim pływającym mieście.

### Księżyce

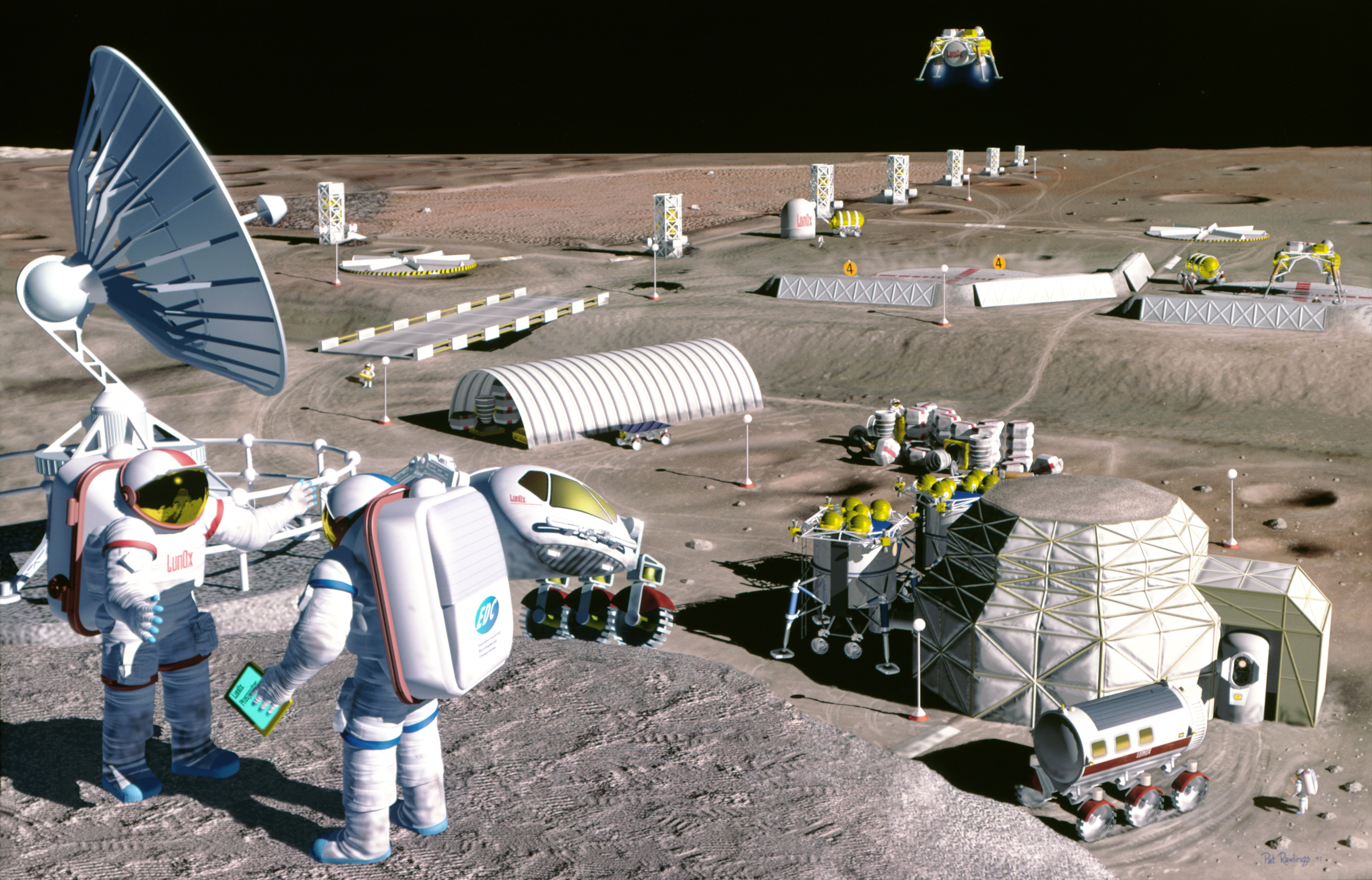
Artystyczna wizja kolonii na ziemskim księżycu

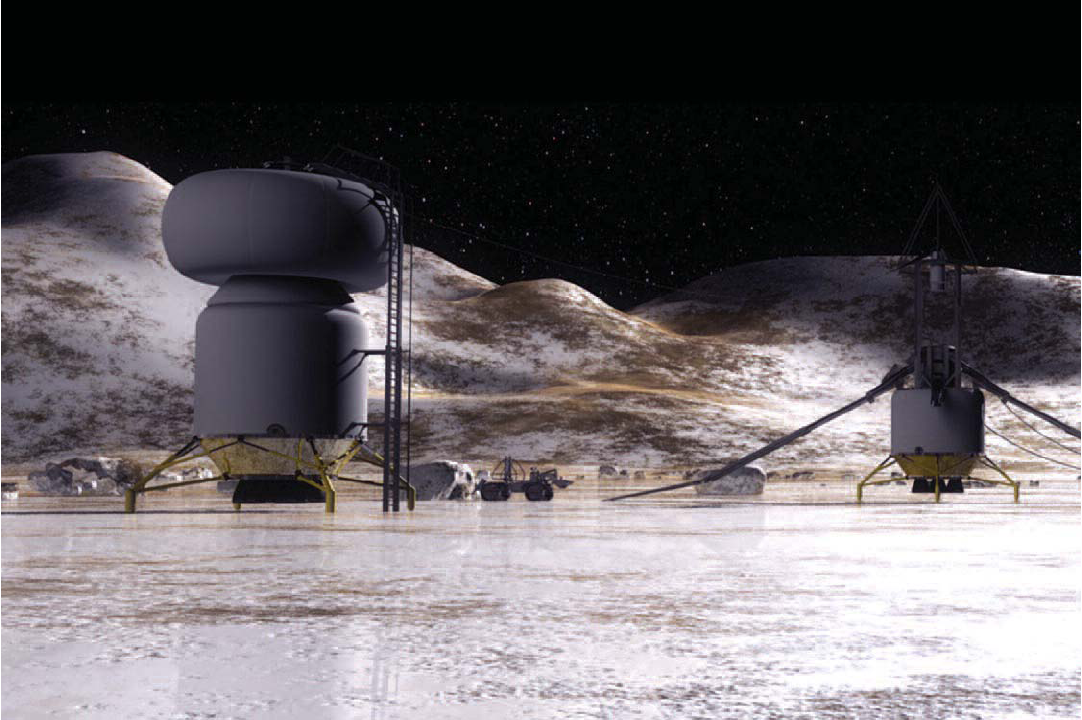
Artystyczna wizja kolonii na Kallisto

#### Księżyc(ziemski)
Ze względu na bliskość ziemski Księżyc jest rozważany jako cel kolonizacji. Jego wadą jest brak atmosfery i niska grawitacja.

#### FobosiDeimos(księżyce Marsa)
Księżyce Marsa są bardzo małe i mają bardzo niską grawitację. Nie mają atmosfery i wody. Mogą się jednak nadawać do transportu wokół Marsa.

#### Księżyce gazowych olbrzymów
Większość ich księżyców jest niewielka i nie nadaje się do kolonizacji, jednak jest kilka większych. Są to: Europa, Kalisto, Ganimedes (księżyce Jowisza); Tytan, Enceladus (księżyce Saturna); Miranda, Ariel, Umbriel, Tytania, Oberon (księżyce Urana) oraz Tryton księżyc Neptuna. Księżyce te mają wodę, choć niektóre praktycznie nie posiadają atmosfery. Problemem będzie się tam dostać, gdyż są znacznie oddalone od Ziemi. Problemem może być także utrzymanie temperatury w miejscach tak odległych od Słońca.

### Planety karłowate

#### Ceres
Kolonizacja tego kawałka przestrzeni kosmicznej jest trudna z powodu niewielkich rozmiarów, co wiąże się z brakiem odpowiedniej grawitacji (Ceres jest około 8 razy mniejsza niż ziemski księżyc). Poza tym ta planeta karłowata najprawdopodobniej nie ma atmosfery i pola magnetycznego, a bliskość pasa planetoid powoduje wysokie ryzyko zderzenia z innym obiektem.

#### Plutoidy
W skład grupy plutoidów wchodzi kilka większych obiektów, które zalicza się do planet karłowatych. Są to Pluton, Haumea, Eris oraz Makemake. Jednak są one tak daleko od Słońca, że moc promieniowania słonecznego jest niewielka. Obiekty te nie zostały jeszcze dokładnie zbadane, więc nie można stwierdzić, czy się nadają na kolonie. Mogą stanowić bazy tranzytowe dla lotów poza Układ Słoneczny.

### Asteroidy
Pomysły zamieszkania na asteroidach pojawiły się w książkach fantastycznonaukowych. Jednak na dłuższą metę to niemożliwe. Asteroidy są zlepkiem skał i lodu. Występujące na nich temperatury są niskie, nie mają atmosfer, a grawitacja jest bardzo mała.

### Przestrzeń kosmiczna

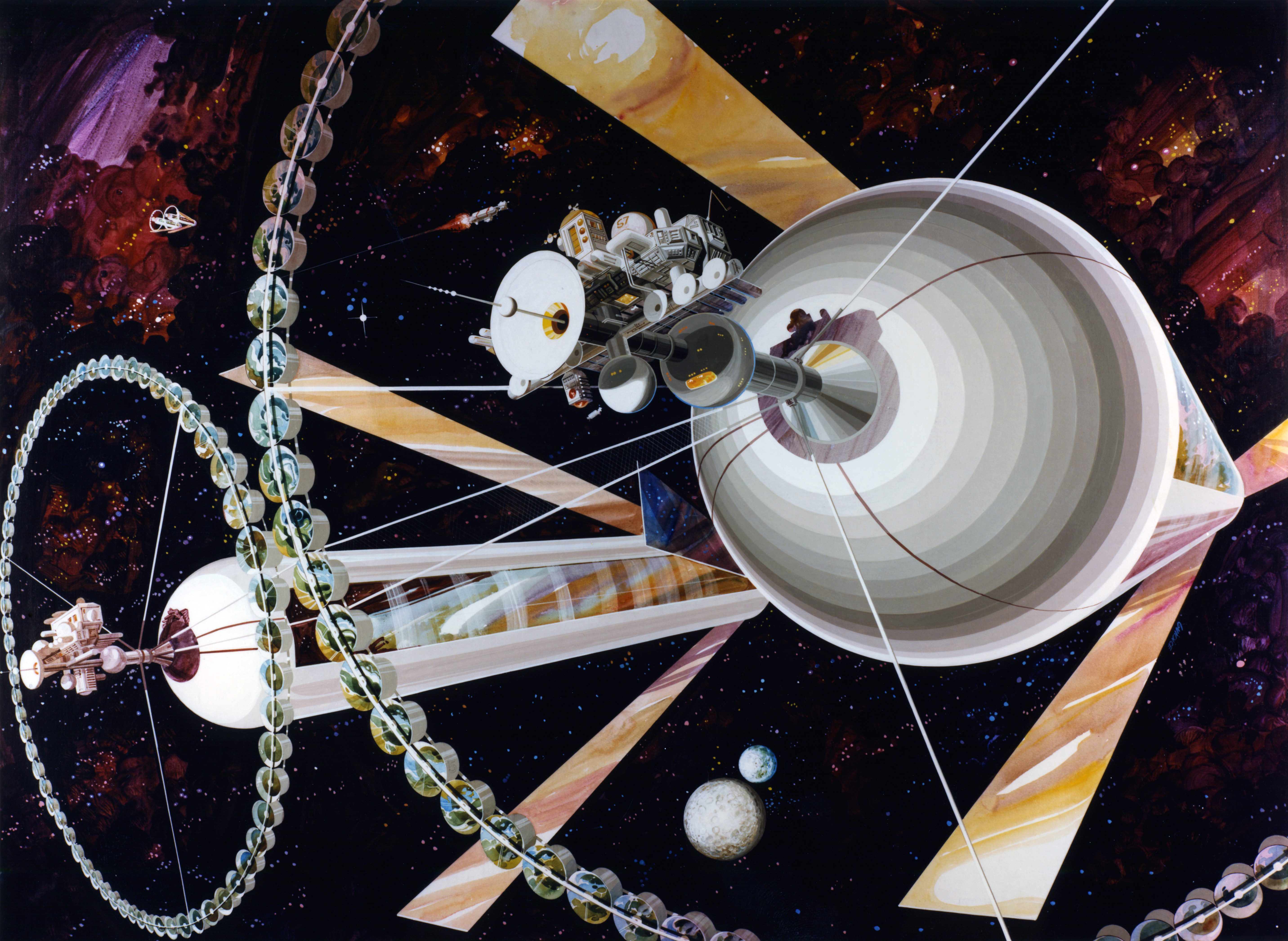
Artystyczna wizja kolonii na orbicie Słońca – na rysunku znajdują się Cylindry O’Neilla

Koncepcja kolonizacji przestrzeni kosmicznej zakłada zaawansowanie technologiczne cywilizacji pozwalające między innymi na:
- wytwarzanie odpowiedniej dla ludzi grawitacji,
- oczyszczanie wody na poziomie wystarczającym do użycia w zamkniętym obiegu,
- samowystarczalność bazy w której będzie można zamieszkać bez potrzeby dostaw żywności i energii z zewnątrz.

Pozwoliłoby to na umieszczenie takiej bazy na orbicie wybranej gwiazdy i skolonizowanie jej. Byłaby ona wtedy niezależna od innych planet, a nawet mogła posłużyć do tworzenia kolonii przy gwiazdach, które planet nie posiadają.